# M'n broer en ik
M'n broer en ik was een Nederlandse tv-comedyserie van de KRO, die is uitgezonden in de seizoenen 1967-68 en 1968-69. De teksten werden geschreven door Eli Asser. In het tweede seizoen werd besloten ook liedjes toe te voegen. De muziek daarvoor werd geschreven door Joop Stokkermans. In 1969 werden de 15 liedjes uit de serie uitgebracht op LP bij Artone. De liedjes 'De werk'lijkheid' en 'Met een tikkeltje takt' werden ook op single uitgebracht.
De hoofdrollen worden gespeeld door Jan Blaaser en John Lanting. Zij speelden de broers Sander en Jons Kalleman, die samen een filmbedrijf hebben waar vooral reclamespots voor tv en bioscoop worden opgenomen.
Andere rollen worden gespeeld door Piet Hendriks (Appie Vorstenhuis), Mieke Verstraete (tante Barbara), Hetty Verhoogt (secretaresse Nel), Rob Milton en Ronny Bierman.
Van de serie zijn geen bewegende beelden bewaard gebleven. 